# Marek Lebedev
Marek Lebedev (* 2. Oktober 1977) ist ein israelischer Eishockeyspieler, der seit 2014 bei den Rishon Devils in der israelischen Eishockeyliga unter Vertrag steht.

## Karriere
Marek Lebedev begann seine Karriere beim HC Metulla, für den er zunächst bis 2003 in der israelischen Eishockeyliga spielte. Anschließend spielte er zwei Jahre beim HC Maccabi Amos Lod, mit dem er 2004 und 2005 die israelische Meisterschaft gewann. Nachdem der Klub 2005 den Spielbetrieb einstellte, wechselte er zum HC Bat Yam. Nach einem Jahr beim HC Rischon LeZion stand er von 2009 bis 2013 bei Ice Time Herzliya auf dem Eis. Anschließend unterbrach er seine Vereinskarriere für ein Jahr. Seit 2014 spielt er für die Rishon Devils, mit denen er 2015 und 2017 israelischer Meister wurde.

### International
Für die israelische Nationalmannschaft nahm Lebedev in der Division I an der Weltmeisterschaft 2006, in der Division II an den Weltmeisterschaften 2002, 2003, 2004, 2005, 2007, 2008, 2010, 2012 und 2014 sowie in der Division III an der Weltmeisterschaft 2011 teil. Zudem stand er für Israel bei der Qualifikation für die Olympischen Winterspiele 2014 in Sotschi auf dem Eis.

## Erfolge und Auszeichnungen
- 2004 Israelischer Meister mit dem HC Maccabi Amos Lod
- 2005 Israelischer Meister mit dem HC Maccabi Amos Lod
- 2005 Aufstieg in die Division I bei der Weltmeisterschaft der Division II, Gruppe B
- 2011 Aufstieg in die Division II bei der Weltmeisterschaft der Division III
- 2015 Israelischer Meister mit den Rishon Devils
- 2017 Israelischer Meister mit den Rishon Devils